# Parafia Wniebowstąpienia Pańskiego w Łodzi
Parafia pw. Wniebowstąpienia Pańskiego w Łodzi – parafia w dekanacie Łódź-Retkinia-Ruda archidiecezji łódzkiej. Położona w południowo-zachodniej części miasta. Skupia osiedle Pienista oraz niewielki fragment osiedla Retkinia.

## Historia parafii
Parafia erygowana 1 października 1989 przez biskupa Władysława Ziółka, ordynariusza diecezji łódzkiej. Powstała przez wydzielenie części obszaru parafii Najświętszego Serca Jezusowego w Łodzi.
Kościół parafialny wybudowany został w czasie kilku miesięcy (stan surowy uzyskany między 11 maja a 26 września 1992.

## Kościół parafialny
Świątynię zbudowano na planie krzyża greckiego; dwie skrzyżowane nawy nakryte są dwuspadowym drewnianym dachem, pokrytym blaszaną dachówką w kolorze czerwonym. W narożnikach naw umieszczono okrągłe słupy żelbetowe, podtrzymujące konstrukcję, która podtrzymuje skrzyżowanie połaci dachowych.
Projekt kościoła, którego autorami są architekci Zdzisław Lipski i Jakub Wujek oraz konstruktor inżynier Janusz Frey, został zaplanowany tak, aby świątynia mogła jednocześnie pełnić funkcje: sakralną (miejsce na nabożeństwa), duszpasterską (miejsce na kancelarię i spotkania różnych grup parafialnych) i mieszkaniową (zakwaterowanie dla kapłanów).

W północnej części budynku kościelnego mieszczą się: zakrystia, kancelaria, sale duszpasterskie i plebania. W części południowej (od strony ulicy Pienistej) mieści się kruchta, natomiast we wschodniej kaplica.
Poświęcenia świątyni dokonał arcybiskup łódzki Władysław Ziółek dnia 27 września 1992.

### Wyposażenie kościoła
- ołtarz
- obrazy stacji Drogi Krzyżowej autorstwa ks. prof. Tadeusza Furdyny (salezjanin, artysta plastyk)
- elektroniczne organy
- witraże

## Msze Święte
W niedziele i święta
- 8:00
- 10:00
- 12:00 (od września do czerwca, msza dla dzieci)
- 18:00

W dni powszednie
- 18:00

## Proboszczowie
- ks. Kazimierz Zaleski 1989-2021
- ks. Bogdan Heliński 2021-

## Księża
Duszpasterstwo prowadzi dwóch kapłanów. Od początku istnienia parafii do 2021 roku proboszczem był ks. kan. Kazimierz Zaleski (jednocześnie sprawuje też funkcję kapelana łódzkiej policji). Od 2021 roku proboszczem jest ks. Bogdan Heliński - były proboszcz w Babach-Kiełczówce. 

## Ulice położone na terenie działalności duszpasterskiej parafii
Hansa Christiana Andersena, Bratysławska (na południe od torów kolejowych, numery 47-57), Burzliwa, Czerwonego Kapturka, Denna, Falista, Jasia i Małgosi, Komandorska, Korsarska, Króla Władysława (numery 58-84), Kubusia Puchatka, Lajkonika, Obywatelska (od torów kolejowych do Bratysławskiej), Pienista, Ignacego Prądzyńskiego (strona nieparzysta, od ulicy Dennej w kierunku Lotniska Lublinek), Rusałki, Sieciowa, Sumowa, Sztormowa.

## Grupy parafialne
Kościół Domowy, Liturgiczna Służba Ołtarza: Ministranci i Lektorzy, Rycerstwo Niepokalanej, Schola, Żywa Róża